# كنال+ ديبورتيس
موفيستار+ ديبورتيس هي قناة تلفزيونية رياضية إسبانية تملكها شركة تيليفونيكا ، وهي مخصصة حصريًا للرياضة وموجهة لبث منافسات كرة السلة (الدوري الأمريكي لكرة السلة والدوري الإسباني لكرة السلة) والتنس (دورات الماسترز وبطولة ويمبلدون للتنس). كرة القدم والجولف والفورمولا 1 لها قنوات خاصة بها في منصة موفي ستار+ . كما أن لديها قنوات أخرى للمسابقات أو المباريات التي يتم لعبها في وقت واحد.